# Richard M. Weaver
Richard M. Weaver (ur. 1910 w Weaverville w Karolinie Północnej, zm. 1963) – amerykański filolog i konserwatywny myśliciel polityczny.

## Życiorys
Wychowywał się w stanie Kentucky, gdzie w 1932 roku ukończył studia na uniwersytecie. Tytuł magistra uzyskał na uniwersytecie w Vanderbilt w 1934 roku, a pracę doktorską obronił w Louisiana State University, po czym przeniósł się do Chicago, gdzie pracował jako profesor literatury angielskiej.
Jego najbardziej znaną pracą jest książka Idee mają konsekwencje, z 1948 (polskie wydanie 1996) która do dziś pozostaje jednym z podstawowych dzieł amerykańskiego powojennego paleokonserwatyzmu.